# IC 1466
IC 1466 ist eine linsenförmige Galaxie vom Hubble-Typ S0 im Sternbild Fische auf der Ekliptik. Sie ist schätzungsweise 438 Millionen Lichtjahre von der Milchstraße entfernt.
Das Objekt wurde am 7. November 1891 von Stéphane Javelle entdeckt.